# Кікорі
Кікорі (англ. Kikori) — річка на острові Нова Гвінея. Річка протікає по території провінцій Гела, Південний Гайлендс та Галф у Папуа Новій Гвінеї. Впадає в затоку Папуа.

## Географія
Початок річки розташований у Центральному Хребті (Хребет сер Артур/Doma Peaks) на висоті приблизно 1900 м. Тече в західному, південному, а потім в південно-східному напрямку, утворюючи велику дельту, впадає в затоку Папуа поблизу поселення Кікорі. Має довжину близько 320 км.
Незважаючи на відносно невелику довжину, Кікорі є однією із найбільш багатоводних річок Папуа Нової Гвінеї. За цим показником (3 274 м³/с) вона посідає третє місце в країні, після річок Сепік і Флай.